# Personaggi di X-Mickey
Questa voce raccoglie i personaggi dell'intera serie a fumetti della Disney Italia di X-Mickey (tra la prima serie e il suo rilancio, e le sei storie di Pipwolf).

## Personaggi principali
- Topolino è il protagonista assoluto della saga, pare che abbia tutti i requisiti per essere un ottimo viaggiatore nel Mondo dell'Impossibile.
- Pipwolf è il secondo protagonista della saga, e una versione mannara di Pippo, nonostante ciò è innocuo, simpatico, gentile e altruista, tranne nei periodi di luna piena. È l'accompagnatore di Topolino nel Mondo dell'Impossibile, anche se ancora non si è diplomato a tutti gli effetti. Pipwolf incontra Topolino per prima volta, di rientro dal cinema con Minni, per la prima volta nella notte al parco di Topolinia. Scambiando Minni per una sua amica, Manny, infila nel porta cipria della ragazza uno strano specchio che riflette l'immagine di un mostro. Da li Topolino inizierà a dubitare degli strani fenomeni che sta notando dopo quell'incontro finché, indagando su ciò che sta accadendo, non rincontra il pippide mannaro al locale il Topo Bianco. Pipwolf spiega dell'errore che ha fatto scambiando Minni per la sua amica ma nel frattempo il proprietario del locale, Sentinel, gli fa recapitare lo strano menù per viaggiatori. Fuori dal locale Pipwolf salva Topolino da un mostro, proprio quello che lo stava seguendo da un po', e da lì decide di diventare l'accompagnatore ufficiale di Topolino nel suo mondo, il Mondo dell'impossibile. Dopo avergli spiegato un po' di cose riguardo al suo mondo, lo conduce da Manny dove potrà restituire lo specchietto. Alla villa della ragazza il mostro prende in ostaggio Pipwolf che verrà salvato però da Topolino sconfiggendo il mostro con un abile trucco. Da qui in poi nascerà una forte amicizia tra Pipwolf e Topolino che li condurrà a parecchie avventure. Inoltre Pipwolf sosterrà, nell'episodio finale della serie, superandolo con successo l'esame di accompagnatore dell'impossibile.
- Manny è la protagonista femminile della saga, ed è una specie di tutore dell'ordine nel Mondo dell'Impossibile e si assicura che la legge non venga infranta. È una versione dark di Minni, sembra fredda e severa per rispettare le leggi degli accompagnatori ma in realtà ha un animo buono, dolce, gentile, altruista, leale e coraggioso. Il personaggio è apparso nel primo numero della saga, Nello specchio. Manny incontra Topolino per la prima volta alla sua villa quando Pipwolf accompagna il nuovo amico per la prima volta nel Mondo dell'impossibile. Topolino resta molto stupito della somiglianza con la sua fidanzata Minni, e capisce subito il motivo per cui anche Pipwolf a Topolinia aveva scambiato Minni per Manny lasciando lo specchio, destinato a Manny, all'interno del porta cipria. Manny conduce Topolino nel suo ufficio per scambiare due parole sul suo rapporto con Pipwolf. La ragazza prova a spiegare che per i viaggiatori il loro mondo è un mondo di avventure ma per i residenti il loro mondo è governato dal caos e che lei è una tutrice dell’ordine soprattutto per gli accompagnatori. Rivela inoltre che Pipwolf è un accompagnatore senza permesso poiché non ha mai affrontato l’esame ufficiale poiché ha paura e di conoscere anche Toppersby che era anche lui un accompagnatore. In seguito organizza una contesa tra scrittori per eleggere il Re del Brivido, contesa che finirà per prendere strane pieghe a causa di un Libro predatore materializzante sfuggitogli accidentalmente da un baule. Da lì in poi Manny verrà coinvolta in numerose avventure a fianco di Pipwolf e Topolino per tenere al sicuro da spaventosi mostri i cittadini del mondo dell'impossibile o di Topolinia e garantire ordine e stabilità. L'amicizia tra Topolino e Manny verrà consolidata quando i due affronteranno il temibile Bosco dei 100 scomparsi, nell'episodio Il segreto di Manny, alla ricerca di Lenny, il fratello di Manny avventuratosi in questo spaventoso luogo anni or sono e mai più tornato. Qui Manny riuscirà a parlare con il fratello che la tranquillizzerà rassicurandola che appena avrà finito le sue avventure a caccia di nuove terre tornerà da lei.

## Personaggi secondari
- Toppersby, in passato è stato uno dei migliori accompagnatori del mondo dell'Impossibile, è ora un gestore della Bottega degli Errori, nel quartiere vittoriano di Topolinia. È in grado di conoscere la storia di un oggetto solo toccandolo. Toppersby è apparso nel primo numero della saga, Nello specchio, quando Topolino alla ricerca di indizi sullo strano specchio trovato nel portacipria di Minni giunge fino alla sua bottega. Alla bottega Toppersby racconta a Topolino dei suoi poteri di percepire la storia di un determinato oggetto solo toccandolo, dopo aver intuito che lo specchietto che Topolino ha in mano deve averglielo dato il suo amico Pipwolf. Topolino nonostante tutto resta scettico da quanto appena preso ma all'improvviso Toppersby preoccupato della situazione che sta per presentarsi lo indirizza verso il Topo Bianco. In seguito Toppersby e Topolino stringeranno un'ottima amicizia continuando a collaborare sempre più spesso per mantenere la pace e l'ordine sia a Topolinia sia nel Mondo dell'impossibile.
- Walfango Oldwolf è il vecchio e severo maestro delle elementari di Pipwolf ed è apparso in Trema, Mostropoli!. Oldwolf è introdotto come il vecchio maestro di Pipwolf; a partire dall'episodio Foto di gruppo con vampiro, tuttavia, si scopre come, accanto alla sua attività di insegnante, ne svolga una segreta di cacciatore di vampiri e investigatore dell'occulto. Sebbene si mostri a volte severo verso Pipwolf e le sue goffaggini, nutre in realtà per il vecchio allievo un affetto ricambiato e spesso si serve di lui come assistente nelle proprie indagini. In altre occasioni è lui, grazie alla sua enorme cultura in materia di scienze magiche e abitanti del Mondo dell'impossibile, a fornire preziose informazioni a Pipwolf. Oldwolf ha l'hobby di collezionare palle di vetro, all'interno di ognuna delle quali si trova un microcosmo (come quello da cui proviene Ice). Presumibilmente vedovo, è il padre di Luna-Lu, e lo zio di Rolff, che furono rispettivamente il primo amore e il migliore amico d'infanzia di Pipwolf; ha inoltre un lupacchiotto che lo chiama "nonno" (forse in realtà un pronipote, figlio di Rolff).
- Sentinel è un enorme e misterioso barista che gestisce il "Topo Bianco", un bar situato nel quartiere vittoriano di Topolinia. Non ne viene mai mostrato il suo volto ai lettori. Il personaggio è apparso nella prima storia Nello specchio. Sentinel farà servire a Topolino, appena arrivato al Topo Bianco, lo strano menù per visitatori dal cameriere Duepiedi percependo in Topolino le qualità adatte per un viaggiatore dell'impossibile. Nella storia Una sera al Topo Bianco, il personaggio rivolgendosi al lettore dà la colpa del fatto che non sia mai inquadrato per intero al disegnatore. Proprio sul finale della storia, dopo aver ricevuto il consenso da chi lo disegna, il personaggio sta finalmente per svelarsi per intero è l'inquadratura della vignetta è quasi pronta un urlo di Duepiedi copre nuovamente la faccia non permettendo nemmeno stavolta di svelare la figura intera di Sentinel.
- Mr. Snowman, detto Ice è un gigantesco uomo di neve, pacioccone, bonario, gentile, altruista e simpatico, con una spiccata curiosità e voglia d'avventura. La neve di cui è fatto è particolare, infatti non si scioglie se non ad altissime temperature. Fa sempre coppia con cugino Hobi. Il pupazzo di nero è apparso nella prima storia Nello specchio, tra gli amici di Pipwolf che appaiono sempre nel locale Topo Bianco, situato nel Quartiere Vittoriano di Topolinia. Nella storia In una gelida notte Ice confesserà a Topolino il segreto dei suoi fratelli pupazzi di neve, dopo avergli scambiato il berretto con il suo e aver fatto trasformare Topolino in un suo simile, secondo cui chi costruisce un pupazzo di neve trasporta in questa dimensione l'essenza magica di uno dei suoi fratelli. Le persone però si spaventerebbero se scoprissero la verità così i pupazzi di neve si fingono immobili finché non si sciolgono e la loro essenza magica ritorna nella dimensione gelida da cui provengono e quando vanno via i pupazzi di neve costruiti diventano molto tristi.
- Cugino Hobi è un vecchietto folletto sulla sessantina, che si ritrova spesso con Ice a chiacchierare al "Topo Bianco". Nonostante l'età e una evidente gracilità, si dimostra molte volte arzillo e scherzoso. Il personaggio è apparso nella prima storia, tra gli amici di Pipwolf che frequentano abitualmente il locale Topo Bianco, situato nel Quartiere Vittoriano di Topolinia.
- Duepiedi è il "barman" del locale, basso e neanche particolarmente intelligente, si occupa di servire le bevande al "Topo Bianco". Il personaggio è apparso nella prima storia. Duepiedi servirà per la prima volta a Topolino, su richiesta di Sentinel, lo strano menù dei visitatore che si serve ai viaggiatori del Mondo dell'Impossibile
- Diecidecimi è il "capocuoco" del locale del "Topo Bianco".
- Nestor è il "cuoco" del locale del "Topo Bianco".
- Flat è il maggiordomo che gestisce nella villa di Manny. Flat è apparso per la prima volta nella storia La contesa intento a ultimare i preparativi alla Villa di Manny per l'arrivo degli ospiti della sua padrona, un paio di scrittori invitati per una contesa di scrittura per eleggere il miglior scrittore di racconti del brivido. Successivamente, nella storia Il cuore di Krimold, verrà stregato da un forte potere mentale da Gideon Gandor, in cerca di vendetta per essere stato rinchiuso per secoli come guardiano dei dodici custodi malvagi della torre, che ha preso possesso dei poteri di Krimold e degli altri antichi guardiani cercando di ottenere dal maggiordomo lo scrigno con il cuore di Krimold, posseduto da Manny, con il quale Gideon avrebbe ottenuto poteri immensi. Nonostante il controllo mentale su Flat non riuscirà a ottenere il cuore, grazie anche all'aiuto di Pipwolf, venendo sconfitto. Flat si occuperà personalmente, dopo essersi ripreso, di distruggere lo scrigno con il cuore all'interno.
- Frau Zucker è la governante che gestisce nella villa di Manny. Il suo nome prende spunto da Frau Blucher, il personaggio femminile del film comico Frankenstein Junior. Zucker è apparsa per la prima volta nella storia La contesa, dove ricorda a Manny, uscita in giardino per parlare con Topolino e Pipwolf che gli hanno recapito un prezioso lucchetto per sigillare un baule pericoloso, di rientrare in casa poiché non è corretto lasciare gli ospiti da soli. Il personaggio, inoltre in molti episodi, da ottimi consigli a Manny per risolvere i suoi problemi.
- Gertie è una pianta carnivora che tratta come la guardia della villa e un animale domestico della sua padrona Manny. Compare nella prima storia Nello specchio per poi ricomparire saltuariamente in alcuni episodi, pur non essendo uno dei personaggi principali della saga. Quando Topolino arriva al maniero di Manny è spaventatissimo da questa pianta carnivora dall'aspetto minaccioso e spera che quell'essere non gli faccia alcun male. Ma Gertie si dimostra tutt'altro che cattiva, infatti prende molto in simpatia Topolino incominciandogli a fare le feste come se, anziché una pianta, fosse un tenero cucciolotto.

## Personaggi minori
- Marzabar è il postino di Topolino. Appassionato da ogni cosa occulta, è tuttavia estremamente diffidente e prima di credere a qualcosa di paranormale deve esserne sicuro al 100%. Quasi ogni mattina "scrocca" la colazione a Topolino. Il personaggio è apparso nella prima storia della saga, Nello specchio. Puntuale come ogni mattina Marzabar arriva a Casa di Topolino, portando con sé alcune riviste di fantascienza, per fare colazione a scrocco. Topolino scosso dagli strani avvenimenti della sera prima domanda a Marzabar cosa gli faccia credere nei fenomeni che non possono essere spiegati e il postino gli fa capire di andare oltre la ragione che usiamo per spiegare le cose normali usando qualcos'altro, come il brivido, per spiegare fenomeni para normali.
- Igor è il postino invisibile di Pipwolf. Per muoversi usa una vecchia bicicletta (anch'essa invisibile), che cigola in continuazione.
- Lenny è il fratello gemello di Manny che rappresenta anche lui la versione dark di Topolino, compreso il suo stile di avventure e dei misteri.
- Pip-Pot è un rinomato musicista di Wolfy Village e migliore amico di Pipwolf.
- Reginald Snobbs è un inetto accompagnatore del Mondo dell'impossibile, all'inizio sembra cattivo in apparenza, ma in realtà è buono e innocente. In Legame invisibile Snobbs si presenta a Topolino come suo nuovo accompagnatore raccontando di aver preso il posto di Pipwolf, dopo che a questo è stata revocata la licenza a causa dei suoi numerosi fallimenti nell'esame da accompagnatore. Topolino vuole approfondire la questione decidendo di andare a parlar econ Pipwolf così è costretto a chiedere al suo nuovo accompagnatore di portarlo da lui. Arrivare a Wolfy village non sarà però cosa semplice visto che Snobb sbaglia varco dimensionale costringendoli a viaggiare a lungo fino a trovare la meta corretta. Si scopre successivamente che Snobbs ha avuto una raccomandazione dal sostituto del rettore del Mistery College e che esso in sua assenza ha sostituito molti dei vecchi accompagnatori. Con il ritorno del Rettore in sede a Snobbs viene requisita la licenza di accompagnatore e punito a svolgere lavori socialmente utili in modo da apprendere i suoi errori. Ed è proprio mentre sconta la sua punizione che Snobbs incontra Pipwolf e decide di vendicarsi ritenendolo responsabile, assieme a Topolino, della perdita della sua licenza per accompagnatori, prelevando dallo studio di biologia un verme infestante e piazzandolo addosso a Pipwolf a sua insaputa. Tale essere si riversa poi nel centralino grondaie assorbendo ogni tipo di comunicazione facendo piombare tutto l'impossibile nel caos. Pipwolf risolverà ancora una volta la situazione e per Snobbs, che deciderà di confessare tutto, ci sarà una punizione ancora più grossa. Vedendo il suo potenziale maligno la Suprema Oscurità decide di reclutarlo. Pipwolf capisce però che il collega ha tradito soltanto per vigliaccheria, e, facendo leva sulla sua onestà di fondo, lo convince a cogliere l’occasione per riscattarsi.
- Verdana è una mutante nera del Mondo dell'impossibile, che compare nei due volumi della saga, ed è amica di Pipwolf e di Topolino. Pipwolf e Oldwolf si recano in Ignozia per indagare sulla scomparsa di un giovane botanico. Oldwolf teme infatti che il ragazzo sia caduto vittima dei malvagi mutanti neri, esseri dall'apparenza innocua ma in grado di trasformarsi in mostri e dediti ai sacrifici umani. Al villaggio i due iniziano a sospettare di Verdana dopo averne visto il colore degli occhi, punto chiave per identificare i mutanti neri. Seguendo la ragazza i due arrivano al botanico tenuto prigioniero all'interno di una caverna. Il ragazzo spiega però che Verdana l'ha in realtà salvato dal misterioso rapitore. Oldwolf continua a non fidarsi finché dopo essere caduti in trappola non scoprono che i rapitori non sono altro che gli abitanti del villaggio. Assieme all'aiuto di Verdana, che si allea con Pipwolf e Oldwolf, i mutanti neri vengono sconfitti. Verdana viene adottata dalla famiglia del botanico e diventa un'ottima amica del maestro Oldwolf. Successivamente Verdana verrà coinvolta assieme al maestro Oldwolf, e Pipwolf, nel salvataggio di Topolino risucchiato da un misterioso treno fantasma ritrovandosi ad affrontare al suo interno alcuni spaventosi mostri.
- Rettore è uno degli insegnanti del Mondo dell'Impossibile che ha subito una severa punizione per ben due volte dall'inetto accompagnatore Snobbs per aver rischiato la vita con il viaggiatore Topolino e per aver messo in pericolo, senza volerlo, gli impossibilesi con un pericoloso verme parassita, il V.Rus.
- Mr. Greensham è un mostro giardiniere che si occupa della Villa di Manny. Greensham debutta nella storia Il colore della paura. In questa storia il giardiniere di Villa Manny viene sospettato di aggressione ai danni di Frau Zucker, assalita nella serra dopo essersi recata sul luogo a causa di alcuni rumori sospetti. Frau Zucker ammette di non aver visto l'aggressore ma che è riuscita a strappargli un ciuffo di peli verdi dal corpo, il quale dal dolore ha emesso un fortissimo ululato. Le accuse sul giardiniere cadono però ben presto poiché si scopre che il colpevole è invece un enorme e mostruoso verme verdiccio (un tipo di verme che di notte diventa gigantesco e molto aggressivo) portato involontariamente dal giardiniere attraverso una nuova piantina che avrebbe voluto piantare nella serra. In Meteoimpossibile scopriamo invece che Greensham e Geartie sono i responsabili alle comunicazioni con la stazione meteorologica per quel che riguarda la zona del Mistery College. Previsioni che tarderanno ad arrivare in questo episodio, a causa di alcuni piccoli problemini con alcune creature alla serra della Villa di Manny. Il personaggio compare poi in altre storie ma spesso con ruoli minori o brevissime apparizioni.

## Antagonisti
- L'Unione dei Cattiwoni sono un misterioso gruppo di mostri malvagi, temuti e senza scrupoli, sotto il comando della Suprema Oscurità che abitano e governano in maniera tirannica a Horror City, nonché i principali antagonisti della prima serie, e oltretutto sono gli acerrimi nemici degli accompagnatori del Mystery College. Il gruppo malvagio dei Cattiwoni, comandata dalla Suprema Oscurità, decide di tramare alle spalle di tutto il Mondo dell'impossibile pianificando di prenderne il pieno potere. Il loro primo obiettivo si sviluppa nel far sparire tutti i governanti e le cariche politiche di Mostropoli. Per compiere questa impresa viene inviato Kropus, un folle e geniale scienziato, che attraverso l'uso del Catturetex, un guanto incantato che con un solo tocco scaraventa chi vi è entrato in contatto in una dimensione prigione, inizia la sua missione facendo sparire tutte le cariche politiche di Mostropoli. Il piano viene portato a termine con successo ma la troppa vanità di Kropus consente a Topolino di ribaltare la situazione facendo fallire il piano malvagio dei Cattiwoni. Dopo altri piani falliti vedendo del potenziale maligno nell'inetto Reginald Snobbs, la Suprema Oscurità proverà a reclutarlo tra le sue file. Tuttavia Snobbs dimostrerà di non essere affatto cattivo dimostrando le sue doti di accompagnatore. Con l'aiuto di Elkas, l'Unione dei Cattiwoni otterrà la consapevolezza, grazie a un libro magico, che in un prossimo futuro (non troppo remoto) la loro conquista verrà portata a termine con successo. Tale futuro tenderà però a non avverarsi grazie all'intervento di Pipwolf, che dopo aver visto cosa accade nel futuro, rimedierà ad alcuni errori fatti. Grazie a ciò i malvagi esseri di Horror City verrà sconfitta definitivamente del tutto.
  - La Suprema Oscurità è il potente e malvagio signore di Horror City, che comanda l'Unione dei Cattiwoni, nonché il principale antagonista della prima serie. La Suprema Oscurità fa la sua primissima comparsa nella storia Trema, Mostropoli! dove al comando della losca banda mostruosa dei Cattiwoni, che governa su Horror City, inizia a tessere i suoi primi piani per far cadere tutto il Mondo dell'impossibile nel caos. La sua prima mossa è prendere il comando di Mostropoli facendo scomparire i governanti e le cariche politiche della città. Dopo aver fallito la sua prima impresa la Suprema Oscurità, inventa una macchina, il Notte-tempo, in grado di rimandare indietro nel passato alcuni pezzi del Mondo dell'impossibile, finché nel presente non ne resterà solo la parte sotto il dominio della Suprema Oscurità. Infine proverà a corrompere Reginald Snobbs, un inetto accompagnatore dell'Impossibile, vedendo in lui un potenziale maligno in grado di emergere. In un futuro che poi non si avvererà l'ultimo piano della Suprema Oscurità verrà portato avanti con successo facendo ottenere a Horror City, e ai loro governanti, il dominio su tutto il Mondo dell'impossibile. Grazie a Pipwolf, però, e a un viaggio temporale il piano verrà sventato e il supremo dei Cattiwoni viene sconfitto definitivamente. Le vere sembianze della Suprema Oscurità viene rappresentata come un'identità non meglio definita dall'aspetto scheletrico e tutta nera di cui si vedono soprattutto i suoi spaventosi occhi gialli e rossi dalle pupille verdi e i suoi denti affilati.
  - Yrtnevok è il potente braccio destro della Suprema Oscurità. Yrtnevork agisce come braccio destro della Suprema Oscurità macchinando assieme a lui i diabolici piani che la banda dei Cattiwoni proverà a mettere in atto di volta in volta. Decide di scendere in campo di persona quando proverà a reclutare nella banda Reginald Snobbs, vedendo in lui del potenziale maligno. Durante uno degli spostamenti notturni giornalieri dell'edificio fino a Horror City, grazie a un salticomando (apparecchio magico che consente di trasportare attraverso varchi interi edifici), che il direttore corrotto del centro commerciale di Mostropoli, Krun, esegue in modo da poter vendere armi all'unione Topolino e Pipwolf vengono catturati da Reginald Snobbs e portati al cospetto di Yrtnevok. Il braccio destro della Suprema Oscurità incarica l’ex accompagnatore di torturarli. Snobbs tuttavia non eseguirà tale compito tradendo l'unione aiutando Topolino e Pipwolf a sconfiggere il demone malvagio e consegnarlo alle forze di giustizia di Mostropoli, insieme con Krun.
  - Kropus è uno scienziato pazzo al servizio della Suprema Oscurità. Kropus, membro dell'unione dei Cattiwoni, viene inviato dalla Suprema Oscurità in persona, per rapire i governanti e le cariche politiche di Mostropoli per poter poi loro stessi salire al potere. Kropus inizia la sua missione servendosi di uno speciale guanto, il Catturetex, in grado di far sparire chiunque tocchi in un istante scaraventando chi vi è entrato in contatto in una dimensione prigione, da dove è impossibile a uscire. Il piano viene portato a termine ma Kropus cedendo alle lusinghe di Topolino finisce per stringersi la mano da solo come in segno di potere sparendo (poiché si è toccato col guanto). Dopo la fuga dalla dimensione prigione Kropus, sempre al servizio dei Cattiwoni, torna in cerca di vendetta, e inventa il Nottempo, una macchina in grado di spedire nel passato pezzi del Mondo dell'impossibile finché nel presente non ne resterà solo la parte sotto il dominio della Suprema Oscurità. Kropus verrà sconfitto da Pipwolf e la macchina disattivata. In un futuro alternativo i malvagi Cattiwoni riusciranno nel loro intento di dominio dell'Impossibile. Tale futuro verrà tuttavia sistemato da Pipwolf annullando gli eventi in cui i Cattiwoni vincono. Kropus tenterà di vendicarsi per l'ultima volta venendo sconfitto definitivamente da uno degli antenati del pippide mannaro.
  - Elkas è un mostro dotato di una notevole forza bruta anche se appare come una ragazzina dalla fragile apparenza. Elkas, inseguita da alcuni sinistri figuri, viene salvata da Pipwolf e Pip-Pot di ritorno da un'escursione. La ragazza decide di approfittare della situazione convincendo i due lupi mannari ad aiutarla a salvare il suo popolo dalla gente che la stava inseguendo. Al castello di Ulmerrr, Pipwolf ed Elkas si dirigono verso le prigioni dove però non vi è nessun prigioniero ma soltanto un libro dalle pagine vuote. Elkas si rivela essere un membro dei Cattiwoni e dopo aver stordito Pipwolf fugge via col libro. Una volta ripreso i sensi Pipwolf e Pip Pot iniziano a inseguire Elkas, che braccata si trasforma in un mostro. Riesce a fuggire perdendo però il libro. Nonostante ciò il compito di Elkas è comunque portato a termine con successo poiché è riuscita a scoprire grazie al libro che la conquista del Mondo dell'Impossibile avverrà a breve. Nel Gran finale, Elkas, assieme ad altri colleghi, si schiererà in prima linea nella conquista del mondo dell'impossibile.
  - I Gmori sono un esercito dei mostri orripilanti e terrificanti al servizio della Suprema Oscura e dell'Unione dei Cattiwoni, creati da Kropus, e sono apparsi nell'ultima storia.
- L'Ordine dei Dodici Antichi
  - Il Supremo è il malvagio leader supremo dell'Ordine dei Dodici Antichi, nonché il principale antagonista della seconda serie.
  - L'Alchimista è il braccio destro del Supremo.

## Antagonisti minori
- Celantus
- Saladin Slade
- Oneiros e Acantus, i due Dimentiratti
- Mow
- Omero Filsbury
- La maschera
- Drake
- Mister Monster
- Tenebrain
- Madame Crotalo, nota come l'Avvelenatrice
- Golothon detto lo Schiacciatore
- Spirocanto
- Gideon Gandor
- Krimold
- Kothantus
- I Wroor
- Il mostro di Frankenstein
- Il tassista
- Il vampiro
- I mutanti neri
- Raymond Wilks
- Stella Fisher
- La Bestiamummia
- Van Vamp
- Miss Spatz